# Innenstadt III
Innenstadt III, Frankfurt-Innenstadt III – 3. okręg administracyjny (Ortsbezirk) we Frankfurcie nad Menem, w kraju związkowym Hesja, w Niemczech. Liczy 51 671 mieszkańców (31 grudnia 2013) i ma powierzchnię 4,74 km².

## Dzielnice
W skład okręgu wchodzą dwie dzielnice (Stadtteil):
- Nordend-Ost
- Nordend-West